# ویکی ویل
ویکتوریا «ویکی» ویل (به انگلیسی: Vicki Vale) یک شخصیت خیالی در کتاب‌های کمیک آمریکایی منتشر شده توسط دی‌سی کامیکس است که اغلب با شخصیت ابرقهرمان بتمن مرتبط است. این شخصیت توسط باب کین و بیل فینگر خلق شده‌است؛ که برای نخستین بار در شمارهٔ ۴۹ از مجموعه کمیک بتمن (اکتبر ۱۹۴۸) حضور پیدا کرد. ویکی ویل یک روزنامه‌نگار برای گازتا در گاتهام سیتی است که وظیفه‌اش ارائه گزارش به بتمن است. او معمولاً به عنوان معشوقهٔ بتمن (و برخی مواقع بروس وین) تصویر می‌شود، و به دفعات به هویت آن‌ها مظنون شده‌است. ویکی اغلب زمان خود را صرف تلاش برای کشف هویت مخفی بتمن می‌کند.
کیم بیسینگر هنرپیشه آمریکایی، در فیلم بتمن (۱۹۸۹) به کارگردانی تیم برتون وظیفه بازی در این نقش را بر عهده داشت.